# Teemu Kattilakoski
Teemu Antero Kattilakoski (* 16. Dezember 1977 in Kannus) ist ein ehemaliger finnischer Skilangläufer.

## Werdegang
Der in Alavieska beim Verein Alavieskan Viri trainierende Kattilakoski gab sein Debüt bei den Nordischen Junioren-Skiweltmeisterschaften 1996 in Asiago, bei der er über 30 km im freien Stil den 59. Platz erreichte. Ein Jahr später bei den Nordischen Junioren-Skiweltmeisterschaften 1997 in Canmore verbesserte er sich in gleicher Disziplin auf Rang fünf.
Am 28. November 1998 gab Kattilakoski in Muonio sein Debüt im Skilanglauf-Weltcup. Jedoch lief er in diesem sowie auch den weiteren Weltcups der Saison an den Punkterängen vorbei. Erst im Januar 2000 gelang ihm mit dem zehnten Rang in Moskau erstmals der Lauf in die Weltcup-Punkteränge. Die Saison beendete er auf Rang 65 der Weltcup-Gesamtwertung. Trotz dieses nur durchwachsenen Ergebnisses blieb es für die Folgezeit vorerst das beste Weltcup-Gesamtresultat.
Nach einem Jahr Pause im Weltcup gelang ihm zum Auftakt der Saison 2001/02 mit Rang 24 im Einzel wieder ein Punkteergebnis. Mit der Staffel kam Kattilakoski als Siebenter ins Ziel. In Nové Město na Moravě stand er mit der Staffel als Dritter erstmals auf dem Podium. Bei den folgenden Olympischen Winterspielen 2002 in Salt Lake City lief der Finne über 30 km als 35. ins Ziel. Mit der 4 × 10-km-Staffel verpasste er als Elfter die Top 10.
Im Dezember 2002 erreichte er mit der Mixed-Staffel den ersten Platz beim Weltcup in Kuusamo. Im Val di Fiemme gelang ihm bei den Nordischen Skiweltmeisterschaften 2003 mit der 4 × 10-km-Staffel der sechste Platz. Zudem lief er im 50-km-Einzelrennen als Achter ins Ziel. Nach zwei schwächeren Jahren im Weltcup konnte Kattilakoski bei den Nordischen Skiweltmeisterschaften 2005 in Oberstdorf überzeugen und wurde Neunter im Einzel über 15 km. Mit der Staffel lief er als Zwölfter ins Ziel.
Zur Saison 2005/06 startete Kattilakoski erstmals zwischen den Weltcups auch im Marathon Cup sowie im Alpencup. Bei den Olympischen Winterspielen 2006 erreichte er nur Rang 43 über 50 km sowie Platz 10 mit der Staffel. Im Weltcup konnte er auch weiterhin keine Top-10-Platzierungen erreichen. Auch bei den Nordischen Skiweltmeisterschaften 2007 in Sapporo konnte er wie bereits 2005 nicht überzeugen.
Erst zwei Jahre später gewann Kattilakoski bei den Weltmeisterschaften 2009 in Liberec mit der finnischen Staffel (Sami Jauhojärvi, Matti Heikkinen und Ville Nousiainen) die Bronzemedaille. Kurz darauf sicherte er sich bei den Finnischen Meisterschaften in Kontiolahti seinen ersten finnischen Meistertitel.
Nachdem er im Januar 2010 in Keuruu über 10 km seinen zweiten Finnischen Meistertitel gewonnen hatte, gehörte er mit mittlerweile 32 Jahren zum Kader bei seinen dritten Olympischen Winterspielen in Vancouver. Über 15 km im Einzelrennen bewies er mit dem guten 27. Platz noch einmal seine Form. Mit der Staffel verpasste er als Fünfter die Medaillenränge knapp.
Im Dezember 2010 bestritt Kattilakoski zum letzten Mal ein Rennen im Weltcup. Von 2010 bis 2014 startete er im Scandinavian Cup sowie bei Langstreckenrennen im Skilanglauf-Marathon-Cup.
Kattilakoski lebt in Jääli, ist verheiratet und hat zwei Kinder.

## Erfolge

### Weltcupsiege im Team
| Nr. | Datum            | Ort     | Disziplin       |
| --- | ---------------- | ------- | --------------- |
| 1.  | 1. Dezember 2002 | Kuusamo | Mixed-Staffel 1 |

### Siege bei Continental-Cup-Rennen
| Nr. | Datum            | Ort        | Disziplin      | Serie           |
| --- | ---------------- | ---------- | -------------- | --------------- |
| 1.  | 17. Februar 2001 | Mäntyharju | 10 km Freistil | Continental Cup |

### Siege bei Worldloppet-Cup-Rennen
Anmerkung: Vor der Saison 2015/16 hieß der Worldloppet Cup noch Marathon Cup.
| Nr. | Datum           | Ort   | Rennen        | Disziplin                  |
| --- | --------------- | ----- | ------------- | -------------------------- |
| 1.  | 18. Januar 2009 | Lienz | Dolomitenlauf | 60 km Freistil Massenstart |

## Teilnahmen an Olympischen Winterspielen und Weltmeisterschaften

### Olympische Winterspiele
- Salt Lake City 2002: 35. (30 km Freistil)
- Turin 2006: 43. (50 km Freistil) und 11. (4 × 10 km Staffel)

### Weltmeisterschaften
- Val di Fiemme 2003: 6. (4 × 10 km Staffel) und 8. (50 km Freistil)
- Oberstdorf 2005: 9. (15 km Freistil) und 12. (4 × 10 km Staffel)
- Sapporo 2007: 47. (15 km Freistil)
- Liberec 2009: Bronze (4 × 10 km Staffel) und 8. (50 km Freistil)

## Platzierungen im Weltcup

### Weltcup-Statistik
Die Tabelle zeigt die erreichten Platzierungen im Einzelnen.
- 1.–3. Platz: Anzahl der Podiumsplatzierungen
- Top 10: Anzahl der Platzierungen unter den ersten zehn
- Punkteränge: Anzahl der Platzierungen innerhalb der Punkteränge
- Starts: Anzahl gelaufener Rennen in der jeweiligen Disziplin
- Hinweis: Bei den Distanzrennen erfolgt die Einordnung gemäß FIS.

| Platzierung         | Distanzrennen a | Distanzrennen a | Distanzrennen a | Distanzrennen a | Distanzrennen a | Skiathlon Verfolgung | Sprint | Etappen- rennen b | Gesamt | Team c | Team c  |
| Platzierung         | ≤ 5 km          | ≤ 10 km         | ≤ 15 km         | ≤ 30 km         | > 30 km         | Skiathlon Verfolgung | Sprint | Etappen- rennen b | Gesamt | Sprint | Staffel |
| ------------------- | --------------- | --------------- | --------------- | --------------- | --------------- | -------------------- | ------ | ----------------- | ------ | ------ | ------- |
| 1. Platz            |                 |                 |                 |                 |                 |                      |        |                   |        |        | 1       |
| 2. Platz            |                 |                 |                 |                 |                 |                      |        |                   |        |        |         |
| 3. Platz            |                 |                 |                 |                 |                 |                      |        |                   |        | 1      |         |
| Top 10              |                 |                 | 1               | 1               |                 |                      |        |                   | 2      | 1      | 14      |
| Punkteränge         |                 | 3               | 12              | 4               | 1               |                      |        |                   | 20     | 1      | 21      |
| Starts              |                 | 7               | 24              | 10              | 1               | 3                    | 2      |                   | 47     | 1      | 21      |
| Stand: Karriereende |                 |                 |                 |                 |                 |                      |        |                   |        |        |         |

### Weltcup-Gesamtplatzierungen
| Saison    | Gesamt | Gesamt | Distanz | Distanz     |
| Saison    | Punkte | Platz  | Punkte  | Platz       |
| --------- | ------ | ------ | ------- | ----------- |
| 1999/2000 | 50     | 65.    | 26 24   | 36. 1 52. 2 |
| 2000/01   | –      | –      | –       | -           |
| 2001/02   | 24     | 94.    | –       | -           |
| 2002/03   | 12     | 105.   | –       | -           |
| 2003/04   | 5      | 142.   | 5       | 100.        |
| 2004/05   | 10     | 120.   | 10      | 78.         |
| 2005/06   | 41     | 94.    | 41      | 63.         |
| 2006/07   | 38     | 86.    | 38      | 52.         |
| 2007/08   | 50     | 77.    | 50      | 48.         |
| 2008/09   | 7      | 159.   | 7       | 99.         |
| 2009/10   | 29     | 121.   | 29      | 76.         |